# Pinga-Fogo
Pinga-Fogo foi um programa de televisão veiculado pela extinta TV Tupi São Paulo.

## História
Estreou no ano de 1963 (um ano antes do começo da ditadura militar) como um programa de debate político, se celebrizando por isso. O formato durou até 1967 e trouxe inúmeros políticos aos estúdios da Tupi no Sumaré: Carlos Lacerda, Miguel Arrais, Milton Campos, Luis Carlos Prestes e Júlio de Mesquita Filho, dono do jornal Folha de S. Paulo.

## Mudança de formato e a entrevista com Chico Xavier
Com os efeitos do AI-5, o programa mudou de formato, perdendo muitos de seus convidados políticos. Ante tal proibição, o programa começou a discutir outros temas.
Marcou a história da televisão no Brasil ao entrevistar Francisco Cândido Xavier em 28 de julho de 1971. A convite da produção do programa, o médium foi ao ar ao vivo em rede nacional, coisa pouco comum para as emissoras televisivas à época. O programa, com previsão inicial para uma hora de duração, acabou por se estender por mais de três horas. Alcançou a maior audiência já registrada na história da TV brasileira, com 75% dos televisores brasileiros ligados no programa.
A impressionante repercussão junto à audiência levou a emissora a repetir o convite, indo ao ar, na noite de 21 de dezembro do mesmo ano, uma edição especial de fim de ano com o médium. Desta vez, o programa acabou por estender-se por mais de 4 horas. A audiência estimada foi de 20 milhões de brasileiros.
Em ambas as ocasiões, o médium respondeu à queima-roupa perguntas de alguns dos jornalistas mais conceituados do meio à época, como Saulo Gomes, Reali Júnior, Helle Alves, Herculano Pires, Freitas Nobre, Vicente Leporace, Durval Monteiro, além do escritor católico João de Scantimburgo e do espírita Hernani Guimarães Andrade. Foram abordados temas como espiritismo, mediunidade, caridade, sexo, pena de morte, aborto, chegada do homem a Lua, transplante de órgãos, bebê de proveta, homossexualidade, cremação dos mortos e muitos outros.
À data da segunda entrevista, quatro emissoras associadas, lideradas pela Tupi de São Paulo, exibiam o programa ao vivo, sendo que outras emissoras exibiam atrasado por videotape, dentre os quais a Tupi do Rio, onde era exibido com duas semanas de atraso face a São Paulo.

## O regresso
Em outubro de 1978, as 23 emissoras da Tupi anunciaram o regresso do Pinga-Fogo, mas, segundo um colunista do Jornal do Brasil, não tinha nada a ver com a versão "autentica". A principal diferença entre as duas versões foi a censura, que não havia na primeira versão do programa. O único apresentor que sobrava da versão original era Almir Guimarães. A TV Borborema, sua afiliada em Campina Grande, criou um programa comm fórmula idêntica em 1979, Confidencial. O Pinga-Fogo terminou em 1980, com a crise financeira que culminou com o fechamento da emissora.

## Características
O programa, que exibia entrevistas e variedades, encerrava a programação noturna das terças-feiras da emissora. Entre os entrevistados, existiam convidados de todas as áreas, mas sobretudo da política.